# Ferdinand-Tönnies-Gesellschaft

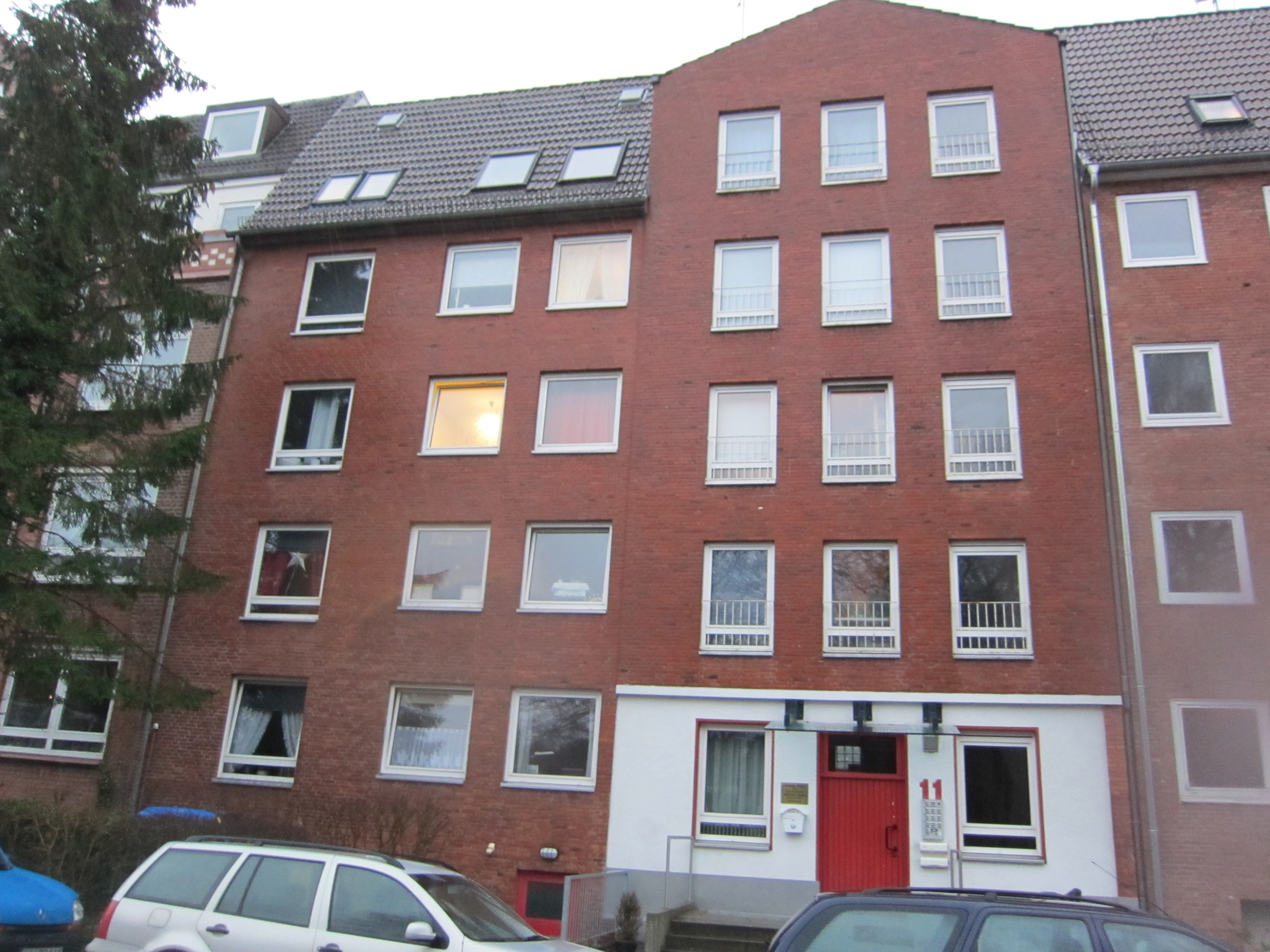
Studentenwohnheim und Domizil

Die Ferdinand-Tönnies-Gesellschaft e. V. (FTG) wurde 1956 in Kiel auf Initiative des Archivars Wilhelm Kähler und des SPD-Bundestagsabgeordneten Reinhold Rehs gegründet. Sie ist ein gemeinnütziger eingetragener Verein. Laut Satzung fördert die Gesellschaft studierende und arbeitende Jugendliche und die Politische Bildung. Als wissenschaftliche Gesellschaft widmet sie sich ferner satzungsgemäß der Auseinandersetzung mit dem Werk des Soziologen und Philosophen Ferdinand Tönnies (1855–1936), eines der Begründer der deutschen Soziologie.
Ihr Präsident ist Dieter Haselbach, Ana Isabel Erdozáin fungiert als Vizepräsidentin. Geschäftsführer ist Sebastian Klauke. Frühere Präsidenten waren Werner Kroebel (1956 bis 1978), Lars Clausen (1978 bis 2010) und Alexander Deichsel (2010 bis 2020).
Im Auftrag der FTG erscheint seit 1998 die textkritische Ausgabe seines gedruckten Gesamtwerks, die Ferdinand Tönnies Gesamtausgabe in 24 Bänden. Die FTG gab außerdem von 1992 bis 2019 die Halbjahres-Zeitschrift Tönnies-Forum und von 1982 bis 2005 die Schriftenreihe der Ferdinand-Tönnies-Gesellschaft heraus. Sie organisiert Vorträge und Fachkonferenzen wie die (bisher zehn) Tönnies-Symposien (Kiel 1980, Kiel 1983, Kiel 1987, Klagenfurt 2004, Kiel 2005, Paris 2007, Husum 2011, 2013 sowie 2015, Kiel 2019).
Seit Sommer 2023 erscheint mit Kieler sozialwissenschaftliche Revue. Internationales Tönnies-Forum die erste Ausgabe einer Nachfolgepublikation zum Tönnies-Forum, die als Print- und Onlineversion angeboten wird.
An ihrem Domizil in Kiel-Schreventeich betreibt die FTG ein Studentenwohnheim, das Ferdinand Tönnies Haus.